# Rapporti tra 'ndrangheta e altre organizzazioni criminali
(Saverio Morabito, pentito.)
La 'Ndrangheta rispetto alle altre realtà criminali si è sviluppata più tardi, ma nonostante ciò con le altre mafie si è avuto in generale un rapporto di reciproco rispetto e di parità, anche ora che viene considerata una delle più potenti organizzazioni criminali in Europa e nel mondo e la più potente in Italia. Non si è mai schierata nelle guerre di altre organizzazioni. Vi è stato nel corso della storia invece una forte collaborazione per i traffici di sigarette, droga e tutte le varie attività illecite.
A giugno 2018 durante il processo 'ndrangheta stragista depone Salvatore Annacondia, criminale di spicco vicino a Cosa nostra affermando che: "La 'Ndrangheta calabrese è la mamma di tutti, abbracciava tutti i gruppi in Italia: Camorra e Cosa nostra. Non c'era gruppo che non avesse contatti con la Calabria".

## La 'Ndrangheta e Cosa nostra
Il rapporto con Cosa nostra è stato molto stretto tanto che capibastone di spicco come Antonio Macrì, Giuseppe Piromalli, Mico Tripodo (compare d'anello di Totò Riina) si affiliarono a Cosa nostra e viceversa, capi della mafia siciliana si affiliarono alle 'ndrine. Quindi vi erano persone che possedevano due affiliazioni, come per esempio il messinese Rosario Saporito, personaggio di spicco della cosca dei Mazzaferro, o Calogero Marcenò, originario di San Cataldo (CL) divenuto capo locale della cosca calabrese Zagari. Nel 1997 viene affiliato al locale 'Ndranghetista di Lonate Pozzolo (VA) il siciliano Emanuele De Castro, vicino al clan di Villagrazia di Palermo, poi pentito. Le cosche 'Ndranghetiste di Reggio Calabria hanno stabilito basi in Sicilia, specialmente a Messina che, in questo arco di tempo, si guadagnò il soprannome di "provincia babba", in quanto ci fu un periodo di tregua tra i clan e i funzionari dello stato a differenza di Palermo. I messinesi approfittarono di questo periodo per concedere "latitanze d'oro" ai loro alleati, esponenti di alto rango di Cosa nostra, provenienti da altre province siciliane. Poco più tardi diedero rifugio anche a pezzi grossi appartenenti alla 'Ndrangheta. A Messina il boss Gaetano Costa, detto "facci i' sola", capoclan del quartiere Giostra, fu Capo Società della 'Ndrangheta fin dal 1972, mentre il potente clan di Mangialupi, attualmente operativo in città nella zona compresa tra Gazzi e Fondo Fucile, ha strettissimi rapporti con le cosche dell'area jonica calabrese. Inoltre essi hanno rapporti talmente stretti con la 'Ndrangheta che custodiscono i loro arsenali in città. Nel 1998, anche a seguito della scoperta del finto pentimento del boss Luigi Sparacio, fece scalpore la scoperta delle collusioni di 'Ndrangheta e Cosa nostra con le istituzioni del capoluogo peloritano (in particolare con la magistratura e la locale università), tanto che si parlò di "verminaio Messina" o "rito peloritano".
Secondo la testimonianza del pentito di Cosa nostra Antonino Calderone nel libro-intervista Gli uomini del disonore scritto con il sociologo Pino Arlacchi, non c'era alcuna buona opinione dei criminali siciliani nei confronti della controparte calabrese: "I calabresi parlavano, parlavano, parlavano. Parlavano tutto il tempo. Non agli altri intendiamoci, ma tra di loro. Facevano infinite conversazioni circa le loro regole, specialmente in presenza di noi uomini d'onore (siciliani). Si sentivano a disagio perché in realtà sapevano di essere inferiori a Cosa nostra" e poi: "Abbiamo sempre considerato i calabresi inferiori, come spazzatura. Per non parlare dei campani, di cui non ci siamo mai fidati".
Negli anni '80 a Torino le famiglie catanesi dei Miano e dei Finocchiaro si rifornivano di droga da Angelo Epaminonda, il Tebano e successivamente la rivendevano alle 'ndrine torinesi. Quando queste si appoggiavano al locale di Gioiosa Jonica, a cui facevano riferimento le famiglie dei Belfiore, Ursino-Macrì, queste contrattavano la droga con i siciliani dei Cuntrera-Caruana residenti in Venezuela.
Il 9 agosto 1991 viene ucciso a Piale, frazione di Villa San Giovanni, il magistrato Antonino Scopelliti da due 'Ndranghetisti su richiesta di Cosa nostra.
Il 13 maggio del 1993 si conclude l'operazione Delta, che porta all'arresto di presunti esponenti degli Arena, accusati oltre agli appalti, di traffico di droga e di armi, contraffazione di denaro ed auto rubate. Le indagini dei Carabinieri hanno rivelato che Nicola Arena, a capo dell'omonima cosca, era in contatto con Pietro Vernengo e Nitto Santapaola, boss della mafia siciliana.
Il 29 giugno 1994 il sostituto procuratore di Catanzaro Giuseppe Verzera ascoltò le confessioni del pentito di 'Ndrangheta Giacomo Ubaldo Lauro e del notaio Pietro Marrapodi, che afferma: «Comunque, chiedo scusa signor Lauro, nella mafia di Reggio Calabria non è stata sottovalutata ad arte, è stata presentata all'esterno come un fenomeno minore… Ma il sottoscritto, il 6 dicembre 1993 guardando in faccia il dottor Roberto Pennisi e il commendator Giuliano Gaeta, si è rivolto a Luciano Violante dell’antimafia e al ministro Conso e ha detto: “Anche se mi rivolgo a voi che potete ascoltarmi o meno, perché è per poco che starete lì, vi debbo dire che io che sono notaio e che vivo in questo ambiente da 23 anni e so qual è il rapporto che passa tra 'Ndrangheta e mafia siciliana. I capibastoni 'Ndranghetisti dicono che i messinesi sono buccazzari: quindi ne ricavo il rapporto che passa tra discepolo e maestro; perché maestra è la 'Ndrangheta!».
Nel 2003 con l'operazione Igres si scopre un'alleanza per il traffico internazionale di droga tra i Marando e i Trimboli di Platì e Volpiano, dall'altra i fratelli Agate di Mazara del Vallo e i Guttadauro di Bagheria. La droga proveniva dalla Colombia e passava dalla Namibia.
Nel 2007 l'operazione Stupor Mundi sgomina un traffico internazionale di droga gestito dai Marando e dai Barbaro di Platì che portavano la droga passante dal Belgio e dai Paesi Bassi in Piemonte e Lombardia in alleanza con le cosche del trapanese, di Mazara del Vallo.
Nel 2009 i siciliani si rivolgono nuovamente alle 'ndrine per rifornirsi di droga, i Fidanzati e gli Emanuello prendevano la droga colombiana spedita attraverso i porti di Anversa e Amburgo. Con l'operazione Dioniso vengono arrestate 50 persone.
Nel 2017 l'operazione 'Ndrangheta stragista rivelerebbe un primo coinvolgimento della 'Ndrangheta nelle operazioni stragiste degli anni '90 di Cosa nostra. L'operazione testimonierebbe che per due mesi: dicembre 1993 e gennaio 1994 alcune famiglie di 'Ndrangheta della Piana di Gioia Tauro avevano accettato di partecipare alle azioni stragiste pianificate da Cosa nostra. Il primo fu tentato a Saracinello contro due carabinieri, il secondo il 18 gennaio 1994 vengono uccisi in autostrada all'altezza di Scilla i carabinieri Fava e Garofalo, il terzo il 1º febbraio ai danni dei carabinieri Musicò e Serra, rimasti gravemente feriti. L'operazione ha portato all'arresto di Rocco Santo Filippone, capo dell'omonima 'ndrina e capo del mandamento tirrenico in questi anni, e all'arresto di Giuseppe Graviano. Per iniziare la fase stragista elementi di Cosa nostra insieme ad esponenti della 'Ndrangheta si riunirono nell'autunno del 1993 in tre diverse occasioni: una in provincia di Vibo Valentia, una a Melicucco e una a Oppido Mamertina. A valle di queste azioni viene organizzata una riunione da elementi apicali di 'Ndrangheta nel santuario della Madonna di Polsi e viene deciso di non andare oltre con le azioni stragiste. A giugno 2018 durante il processo 'Ndrangheta stragista, il criminale apicale barese vicino a Cosa nostra Salvatore Annacondia parla di un consorzio di cui facevano parte i siciliani, in particolare il clan Fidanzati, calabresi e pugliesi, inoltre accenna anche ai rapporti con il clan catanese: «C’era la famiglia Santapaola che erano molto legati con le famiglie calabresi, in particolare con i De Stefano». A giugno 2017 viene consegnato al procuratore aggiunto di Reggio Calabria Giuseppe Lombardo il memoriale di Nino lo Giudice all'interno del processo 'Ndrangheta stragista, in cui conferma che l'accordo stragista tra le cosche della città di Reggio Calabria e i siciliani avvenne nella casa di Demetrio Filippone, figlio di Rocco, a Oppido Mamertina e come rappresentante delle prime (in particolare i Tegano, Condello, Latella, Ficara, Serraino e Imerti) partecipò Giuseppe De Stefano e per i secondi Giuseppe e Filippo Graviano.
Dal XXI secolo si registra un declino dell'organizzazione siciliana rispetto a quella di origine campana e calabrese, il procuratore di Catanzaro Nicola Gratteri ha più volte affermato questa tendenza, tanto da dichiarare, supportato dalle numerose operazioni anti-'Ndrangheta, che ora Cosa nostra messinese si rifornisce dalle 'ndrine per l'acquisto di droga per poi rifornire anche le altre province siciliane, avendo queste ultime preso il controllo del traffico ed essendo la prima non più monopolista come tra gli anni '70 e '80.
In un'operazione avvenuta negli anni 2000 si è scoperto anche che membri della 'Ndrangheta hanno garantito con criminali colombiani il riscatto di un membro di Cosa nostra, nella fattispecie di Salvatore Miceli di Salemi, per cui dovette garantire Roberto Pannunzi.
A novembre 2017 il neoprocuratore nazionale antimafia Federico Cafiero De Raho conferma il rapporto tra le due organizzazioni criminali non solo nel campo degli stupefacenti, ma anche nell'ambito del settore dei rifiuti e della bonifica, dove aziende siciliane operano in Calabria e viceversa.
Il 23 marzo 2018 l'Espresso rivela che il latitante Matteo Messina Denaro avrebbe avuto appoggi da esponenti della 'Ndrangheta in Toscana, in particolare la DIA di Firenze sospetta di 9 persone e già la procura di Firenze ha aperto un fascicolo dal 2015 sulla latitanza del boss trapanese in Toscana coperto da un gruppo di 'Ndrangheta operante nella regione.
Nel 2025, nell'ambito dell'operazione del Comando provinciale dei Carabinieri di Palermo coordinati dalla Direzione Distrettuale Antimafia che ha portato all'esecuzione di 183 misure cautelari nei confronti di vecchi e nuovi boss della Cosa nostra palermitana, è emerso che Nunzio Serio, reggente del mandamento di Tommaso Natale, faceva riferimento ad Emanuele Cosentino, esponente della 'ndrina Gallico di Palmi, per importare grandi quantitativi di cocaina e hashish dalla Calabria in Sicilia.

## La 'Ndrangheta e la Camorra
Si è a conoscenza di doppie affiliazioni anche con la Camorra napoletana: per esempio De Stefano e Raffaele Cutolo. I Cutolo uccisero Mico Tripodo per fare un favore ai De Stefano. Ci sono esempi di camorristi come Antonio Schettini affiliato ai Flachi e viceversa lo 'Ndranghetista Franco Coco Trovato affiliato alla famiglia di Carmine Alfieri.
L'operazione Tamanaco conclusasi il 22 giugno 2010 ha sgominato un traffico di droga gestito dai La Torre di Mondragone e dai Barbaro di Platì proveniente dal Venezuela e dalla Colombia e che passa da diversi porti europei tra cui il porto di Amsterdam. Al porto di Livorno sono stati sequestrati 700 chili di cocaina.
L'11 maggio 2016 viene sgominata a Roma una joint venture criminale tra elementi criminali di etnia Sinti, il clan dei Casamonica, esponenti della Camorra, e di affiliati alle 'ndrine di Polistena, Taurianova e del locale di Melicucco.
Il 21 marzo 2018 vengono effettuati 19 arresti a Roma di presunti elementi appartenenti al clan Licciardi della Camorra e ai Filippone e Gallico accusati di traffico di droga.
Il 14 novembre 2018 si conclude l'operazione Galassia della Guardia di Finanza, della DIA, della polizia e dei carabinieri in cui il presunto membro dei Pesce-Bellocco Antonio Zungri, alcuni membri dei Tegano e forse dei Piromalli insieme a camorristi e a criminali pugliesi (clan Capriati e Parisi) si erano inseriti illegalmente nella rete commerciale delle società di scommesse online "Planetwin365", "Betaland", "Enjoybet" e "Planetwin". Gli affiliati dei Tegano inoltre nel 2016 andarono in pellegrinaggio a Polsi, e rendevano omaggi con musica di tarantella passando di fronte al carcere di Reggio Calabria e alle case circondariali Arghillà, e davanti alla casa di Roberto Franco, capo-'ndrina di Santa Caterina.
Il 16 novembre 2018 si conclude l'operazione Drago dei Carabinieri e della DDA di Genova che porta 7 persone in carcere, accusati di associazione mafiosa e di estorsione, alcuni sarebbero affiliati alla 'Ndrangheta altri alla Camorra. In particolare il gruppo criminale era riuscito ad intimidire un direttore di banca locale e così ottenere dei finanziamenti che insieme ai ricavati dell'usura aveva un valore di circa 400.000 euro.

## La 'Ndrangheta e la criminalità sarda
Dall'indagine Santa Barbara del 2005 si è scoperta un'alleanza fra la potente 'ndrina dei Nirta di San Luca e la criminalità sarda di Cagliari, Nuoro e Oristano per il traffico di cocaina ed eroina. I carabinieri sospettano anche che i proventi della droga potessero servire per investire nel settore immobiliare turistico sardo.

## La 'Ndrangheta e la Banda della Magliana
Durante l'operatività della Banda della Magliana alcune 'ndrine hanno avuto contatti con essa. In particolare i De Stefano di Reggio Calabria e i Facchineri di Cittanova.

## La 'Ndrangheta e il clan dei Casamonica
Il 25 marzo 2010 viene scoperto un sodalizio tra Pietro D'Ardes, Rocco Casamonica e affiliati alla 'Ndrangheta dei Piromalli-Molè e Alvaro per il riciclaggio dei proventi illeciti e costituzione di società (15 sequestrate) per la partecipazione ad appalti pubblici.
L'11 maggio 2016 viene sgominata a Roma una joint venture criminale tra elementi criminali di etnia Sinti, il clan dei Casamonica, esponenti della Camorra, e di affiliati alle 'ndrine di Polistena, Taurianova e del locale di Melicucco.
L'inchiesta Gramigna del 17 luglio 2018 li vede in relazione con Domenico Strangio per la compravendita di cocaina.
Il pentito di 'Ndrangheta Roberto Furuli che ha collaborato nell'operazione scaturita dalla precedente Gramigna bis del 15 aprile 2019 contro i Casamonica, ha parlato dei suoi rapporti con i Casamonica attiva a est di Roma in particolare con Christian Casamonica e conferma che hanno rapporti in merito al traffico di stupefacenti con i Piromalli.

## La 'Ndrangheta e la Stidda
Con l'operazione Krupy del 2015 scattata contro i Commisso di Siderno per traffico internazionale di droga figura tra i sorvegliati speciali e obbligo di soggiorno Giovanni Cilia presunto appartenente alla famiglia Dominante della Stidda della Provincia di Ragusa ed in particolare a Vittoria. Il 19 dicembre 2017 la DIA di Catania, in collaborazione con la DIA di Roma e la DIA di Catanzaro, esegue il sequestro di beni dal valore di 20 milioni di euro alla famiglia Cilia. Emanuele Cilia padre di Giovanni sarebbe stato il prestanome del sidernese Rocco Crupi. Come ad Amsterdam inoltre a Vittoria sarebbe stato inquinato il locale mercato dei fiori.

## La 'Ndrangheta e le organizzazioni criminali internazionali

### 'Ndrangheta e mafia albanese
La 'Ndrangheta con le organizzazioni criminali albanesi ha rapporti basati sul traffico di esseri umani, prostituzioni e armi da come si evince dall'ANSA del 13 dicembre del 2005 e dall'operazione Harem. Con il beneplacito della mafia calabrese gli albanesi potevano agire in varie regioni d'Italia portando prostitute albanesi, moldave, ucraine e romene in cambio di droga ed armi. Sono state arrestate nell'operazione 80 persone di cui la metà albanesi le altre italiane legate alle 'ndrine dei paesi di Corigliano Calabro e di Cassano all'Ionio. In Lombardia commerciano anche in droga, durante l'operazione Crimine 3 sono stati scoperti in alleanza con il Locale di Erba, capeggiato da Pasquale Varca, e legato ai Nicoscia-Arena in un traffico di cocaina con i colombiani e dove i Pesce-Oppedisano che dovevano recuperarla al porto di Gioia Tauro se ne impossessarono mettendo nei guai il locale con gli stessi albanesi (i cui capi risiedono in Nord Europa) e i colombiani da cui era stata comprata. Nei Paesi Bassi per il controllo del porto di Rotterdam.
Il 9 luglio 2015 si conclude l'operazione Overting, iniziata nel 2005 ha portato all'arresto di 44 persone tra cui persone legate ai Mancuso, in collaborazione con un gruppo criminale albanese di Fiano Romano per traffico internazionale di cocaina. La droga proveniva dal Cile, Venezuela e Colombia e grazie anche al broker 'Ndranghetista Domenico Trimboli pentito dal 19 marzo 2015. L'incontro con i narcos per l'accordo sullo scambio avveniva invece in Spagna. In Calabria, a Spilinga c'era la raffineria per recupera la cocaina liquida impregnata in partite di vestiti o allo stato solido in piastrelle per pavimenti. Gli albanesi almeno una volta hanno tenuto in ostaggio un vibonese come garanzia del traffico.
Il 20 settembre 2016 si conclude l'operazione Ring New della Guardia di Finanza di Brescia che porta all'arresto di 99 persone condannate per traffico internazionale di droga con a capo due albanesi Dhimiter e Xhevahir Poti i quali si appoggiavano alla logistica delle mafie italiane: Camorra, Sacra Corona Unita e 'Ndrangheta. La droga arrivava dalla Spagna e passava dal Belgio o dall'Albania per arrivare sulle coste pugliesi o a Crotone o a Napoli.
Dal 2018 come afferma Nicola Gratteri le organizzazioni criminali albanesi hanno fatto l'ingresso nel traffico internazionale di droga all'ingrosso a livello europeo e sono entrate in contatto con i narcotrafficanti sudamericani e agiscono in sinergia con le 'ndrine. Anche Antonio Nicaso afferma che molto probabilmente potrebbero diventare in Italia il braccio armato delle cosche italiane. In concreto nel Regno Unito le bande criminali albanesi autodefinitesi Hellbanianz che hanno raggiunto un certo rilievo nell'ambito del traffico e dello spaccio di droga grazie ad un prodotto di maggior qualità e basso costo e comprandolo direttamente in Sud America senza intermediari ha finito per avvantaggiarli. I loro rivali alla fine hanno scelto di comprare il prodotto direttamente da loro piuttosto che fargli guerra. Sono presenti in tutte le principali città del Regno Unito eccetto Liverpool dove le bande locali non sono scese a compromessi. Sembrerebbe, quindi, che abbiamo cominciato a stringere rapporti con elementi delle 'ndrine che hanno contatti nel Porto di Anversa in Belgio e di Rotterdam nei Paesi Bassi a loro volta facenti capo alle famiglie della Locride e a dispetto di altre organizzazioni criminali straniere con cui gli 'Ndranghetisti siglano accordi, fra di essi sembra si sia creata un'alleanza più stretta e si considerano alla pari l'uno con l'altro. L'alleanza sarebbe stata cercata fortemente dagli albanesi, proprio per poter mantenere il loro prodotto a un basso costo e poter accedere ai porti già controllati dalla 'Ndrangheta. A riprova di ciò l'operazione Pollino del 2018 e l'arresto a Londra nel 2017 di un trafficante albanese con documento d'identità italiano falso. Alcune fonti inoltre riferirebbero che la gestione in ingresso dello stupefacente nei porti dell'Europa Centrale sarebbe stato dato in gestione dalla 'Ndrangheta agli stessi albanesi in quanto molto bravi in questa attività come riferisce la ricercatrice Anna Sergi.
Il 16 maggio 2022 a Genova, Maurizio Vallone, direttore della DIA, a margine dell'inaugurazione della mostra itinerante, a Genova, in occasione del trentennale della Direzione investigativa antimafia, ha dichiarato, a proposito dei rapporti tra mafia albanese e 'Ndrangheta, che "La mafia albanese ha preso in subappalto in Liguria la gestione del traffico di droga dalla 'Ndrangheta".

### 'Ndrangheta, narcos colombiani e Autodefensas Unidas de Colombia
La collaborazione con i narcos colombiani nasce dal crescente mercato della cocaina che soprattutto in anni recenti si è sostituita all'eroina proveniente dall'Asia per i continui conflitti presenti nell'area. Portando così questa droga dei "ricchi" a diventare droga comune e diffusa.
Uno dei tanti protagonisti di spicco in questi traffici è Roberto Pannunzi, un broker di origine calabrese internazionale che faceva da mediatore fra i cartelli e i gruppi calabresi dei: Morabito, Coluccio-Aquino, Romeo, Bruzzaniti, Sergi, Trimboli e Papalia.
Hanno avuto contatti anche col movimento paramilitare Autodefensas Unidas de Colombia tramite uno dei capi Salvatore Mancuso Gómez sempre per motivi legati al traffico di droga.
Il 29 aprile 2013 viene arrestato in Colombia dal ROS dei Carabinieri e dalla Polizia nazionale Grupo Siu, il latitante, dal 2006, Santo Scipione (1933) detto Papi accusato di gestire un vasto traffico di cocaina tra la AUC e i Mancuso per cui è stato condannato nel 2012 a 15 anni di carcere.
Grazie alla stretta collaborazione con i colombiani la 'Ndrangheta dal 2000 in poi è riuscita a ottenere il monopolio della cocaina in Europa raggiungendo cifre da capogiro. A poco a poco si è sostituita a Cosa nostra tanto che succede a volte che per i clan siciliani e camorristici faccia da garante in caso di mancati pagamenti e addirittura convenga alle altre mafie italiane comprare la cocaina direttamente in Italia dai calabresi.
Il neo Procuratore Nazionale Antimafia Federico Cafiero De Raho nel novembre 2017 afferma che le ultime operazioni in cui venivano identificati colombiani in Calabria o a Milano o a Roma erano lì nel primo caso a garanzia dell'arrivo della merce negli altri per la consegna del denaro.

### 'Ndrangheta e FARC
Il 17 giugno 2015 si conclude un'operazione della Dda di Reggio Calabria e del Gico di Catanzaro con il contributo della DEA statunitense e della Guardia Civil spagnola che blocca un traffico internazionale di droga tra gli Alvaro, i Pesce e i Coluccio-Aquino insieme ad un comandante delle FARC colombiane. L'organizzazione aveva basi in Brasile, Argentina, Repubblica Dominicana, Colombia, Spagna e Montenegro. Durante l'operazione è stato sequestrato un carico di cocaina presente nell'imbarcazione Pandora Lys al largo di Viana do Castelo tra Spagna e Portogallo.

### 'Ndrangheta e Cartello del Golfo
Il 14 luglio 2011 vengono arrestate oltre 40 persone nell'ambito dell'operazione internazionale dei carabinieri Crimine 3. Le persone sono accusate di traffico di droga internazionale e associazione mafiosa e sono state arrestate per lo più in Italia, alcune in Spagna, Paesi Bassi e negli Stati Uniti. Il traffico veniva gestito insieme al Cartello del Golfo e ai cartelli colombiani, per la 'Ndrangheta c'erano presunti affiliati agli Ierinò, Commisso, Coluccio, Aquino e Pesce.

### 'Ndrangheta e Los Zetas
Il 17 settembre 2008 in un'operazione dell'FBI e della DEA americana, dell'ICE messicana a cui hanno partecipato anche i carabinieri del ROS sono state arrestate 200 persone appartenenti al cartello messicano dei Los Zetas e ad altre organizzazioni criminali a cui vendevano la droga, tra cui la 'Ndrangheta, nella fattispecie sono stati arrestati Vincenzo e Giulio Schirripa appartenenti all'omonima 'ndrina, la quale faceva parte di un'alleanza con i Coluccio, gli Aquino e i Macrì e con i quali avrebbero importato ogni volta 1000 chili di cocaina. I contatti fra le due organizzazioni venivano prese tramite elementi del cartello messicano a New York. Sono stati arrestati anche 16 esponenti dei Coluccio e degli Aquino tra New York e la Calabria. L'accordo con i Los Zetas è avvenuto dopo l'arresto dell'ecuadoriano Luis Calderon, principale fornitore per queste 'ndrine. Durante l'operazione Crimine 3, si scopre che il trafficante di droga calabrese Vincenzo Roccisano faceva da tramite con i Los Zetas e le 'ndrine calabresi e le cosche siciliane.
A ottobre 2013 viene arrestato a Roma il venezuelano Edmundo Josè Salazar Cermeno detto Il chimico, latitante dal 2011 (conclusione dell'operazione Solare 2) e presunto broker tra le cosche Aquino-Coluccio e il cartello del Golfo e i Los Zetas per traffici di cocaina, metanfetamine e cannabis proveniente dall'America del Sud. Era incaricato di gestire tutta la logistica del traffico che coinvolgeva anche criminali dei cartelli presenti a New York, la droga in Europa invece approdava in Spagna che giungeva anche attraverso idrovolanti.

### 'Ndrangheta e Mafia serba e criminalità montenegrina
Secondo Michele Altamura dell'Osservatorio Italiano, con l'aiuto della 'Ndrangheta la mafia serba è riuscita ad entrare nei traffici internazionali di stupefacenti.
Negli anni '90, dai serbi acquistò armi (tra cui bazooka ed esplosivi) costruite in Serbia.

### 'Ndrangheta e criminalità nigeriana
Secondo lo studio Antonio Nicaso ci sarebbe un accordo tra gruppi nigeriani e di 'Ndrangheta per far gestire parte del traffico di droga nella tratta di loro competenza dall'Africa Centrale e Occidentale verso l'Italia usando le stesse rotte usate per il traffico di clandestini. Lo stupefacente della 'Ndrangheta proveniente dal Sud America ed in particolare da Santos in Brasile sarebbe stoccata temporaneamente in depositi in Africa.

### 'Ndrangheta e mafia russa
Dagli anni '90 la 'Ndrangheta è in relazione con la mafia russa per quanto riguarda il traffico di droga e di armi.

### 'Ndrangheta e Big Circle Boys
Negli anni '90 era alleata anche con i Big Circle Boys per la gestione del traffico di droga in Canada.

### 'Ndrangheta e Cosa nostra americana
Le relazioni tra 'Ndrangheta e famiglie di Cosa nostra americana si è intensificato soprattutto negli ultimi 15 anni ed in particolare nella città di New York come attestano le ultime operazioni delle forze dell'ordine e in Florida.
In passato si ha notizia di primi contatti negli anni '50 tra la 'Ndrangheta canadese dell'Ontario e la famiglia Magaddino di Buffalo Giacomo Luppino, di origine calabrese (nasce ad Oppido Mamertina nel 1900) e Santo Scibetta dei Magaddino vengono mandati da Stefano Magaddino in Canada ed entrano in contatto con Joe Papalia, 'Ndranghetista di Hamilton. Luppino in particolare inizia a seguire le regole di 'Ndrangheta e diventando capo-locale ad Hamilton, Guelph e Oakville e fino a giungere nel 1962 a far parte della neonata Camera di Controllo del Canada e poi a presiederne le sedute in qualità di capo-crimine. Luppino riuscì così a mantenere legami con i Magaddino gli 'Ndranghetisti dell'Ontario e con la neonata famiglia Cotroni, ramo dei Bonanno newyorkesi a Montréal, e diventando genero di Paul Violi, affiliato a quest'ultima.
I contatti proseguono negli anni '70 con la famiglia Gambino: l'italo-canadese, fondatore del Crimine canadese, Rocco Zito durante una riunione in un Holiday Inn con Sergio Gambino, boss della mafia newyorkese per un traffico di eroina tra Stati Uniti e Canada. In quel periodo prenderà contatti anche con la famiglia Bonanno.
Il 29 giugno 1994 il pentito di 'Ndrangheta Giacomo Ubaldo Lauro in risposta alle considerazioni del notaio Pietro Marrapodi su come sia stata meno considerata la 'Ndrangheta rispetto a Cosa nostra afferma: "Non avete detto un’oscenità e sapete perché? Perché tutti sanno che in America i siciliani sono stati scalzati dai portoricani e dai cinesi e si sono rivolti in Canada alla 'Ndrangheta, dove il crimine lo possiede la Calabria o all’Australia dove il crimine lo possiede la Calabria… Non avete detto un’oscenità…”.
Più recentemente invece, l'11 febbraio 2014 termina un'operazione della Polizia e dell'FBI statunitense contro elementi presunti affiliati agli Ursino e ai Simonetta ed esponenti vicino ai Gambino di Cosa nostra statunitense, accusati di traffico internazionale di droga. Tra gli arrestati anche Francesco Ursino, presunto attuale capo della cosca e figlio di Antonio (in carcere) e Giovanni Morabito, nipote di Giuseppe Morabito.
Il 7 maggio 2015 durante l'operazione Columbus vengono arrestate 16 persone per traffico internazionale di droga proveniente dalla Costa Rica. Fu coinvolto anche il titolare della pizzeria "Cucino a modo mio" nel Queens a New York. Il proprietario della pizzeria Gregorio Gigliotti, originario di Pianopoli (CZ) ma residente da 30 anni a Whitestone (New York) sarebbe stato in contatto anche con Anthony Federici, vicecapo della famiglia Genovese di Cosa nostra statunitense. In Calabria era invece in contatto a Francesco e Carmine Violi vicini agli Alvaro di Sinopoli. Gigliotti avrebbe occupato nel narcotraffico il posto di Giulio Schirripa dopo il suo arresto nel 2008, il quale già doveva dei soldi allo stesso Gigliotti.
Secondo Nicola Gratteri, che menziona le ultime inchieste, la 'Ndrangheta a New York sarebbe diventata una referente di primo piano per i Gambino.

### 'Ndrangheta e Primeiro Comando da Capital
Nel 2016 una denuncia del Ministero pubblico federale del Brasile afferma dell'esistenza di relazioni tra il gruppo criminale brasiliano del Primeiro Comando da Capital con l'organizzazione calabrese, e viene citata nel 2014 nell'operazione Oversea, la più grande operazione contro il traffico di droga in Brasile. La droga venive importata dalla Bolivia, passava per il Brasile per giungere in Italia nel porto di Napoli. Sembrerebbe che il broker Nicola Assisi viva in Brasile e sia in costante contatto con questa organizzazione sin dagli anni '90 e fornirebbe lo stupefacente alle 'ndrine Alvaro e Aquino-Coluccio. Avrebbe un ruolo di maggior peso da quando, nel 2002 scompare il suo mentore Pasquale Marando. Nel 2007 viene condannato a 14 anni di carcere per traffico di droga. Ad agosto del 2014 il figlio di Nicola anche lui coinvolto nel narcotraffico registra una nuova attività commerciale a Ferraz de Vasconcelos, ufficialmente una cartoleria che offre anche trasporto su gomma.
Il reportage di UOL nel 2019 rivela che tra il 2017 ed il 2018 almeno 3 boss calabresi si sarebbero messi in contatto con l'organizzazione brasiliana per il narcotraffico muovendo 2 tonnellate di cocaina che sarebbe passata dai porti di Santos (San Paolo), Salvador (Bahia), Itajaí (Santa Catarina) e Rio de Janeiro.

### 'Ndrangheta e ISIS
Il 3 novembre 2017 nel Porto di Gioia Tauro vengono sequestrati 24 milioni di compresse di Tramadolo del valore di 50 milioni di euro provenienti dall'India e dirette in Libia e dirette all'organizzazione terroristica iracheno-siriana dell'ISIS, l'evento fa sospettare il presunto coinvolgimento della 'Ndrangheta.